# Новоуральское сельское поселение (Павлоградский район)
Новоуральское се́льское поселе́ние — муниципальное образование в Павлоградском районе Омской области Российской Федерации.
Административный центр — село Новоуральское.

## История
Статус и границы сельского поселения установлены Законом Омской области от 30 июля 2004 года № 548-ОЗ «О границах и статусе муниципальных образований Омской области».

## Население
| 2010  | 2011  | 2012  | 2013  | 2014  | 2015  | 2016  |
| ----- | ----- | ----- | ----- | ----- | ----- | ----- |
| 1185  | ↘1184 | ↘1144 | ↘1134 | ↘1100 | ↘1050 | ↗1058 |
| 2017  | 2018  | 2019  | 2020  | 2021  | 2023  |       |
| ↘1049 | ↘1039 | ↘1010 | ↘990  | ↗1164 | ↘1133 |       |

## Состав сельского поселения
| № | Населённый пункт | Тип населённого пункта       | Население |
| - | ---------------- | ---------------------------- | --------- |
| 1 | Березовка        | деревня                      | 0         |
| 2 | Золотухино       | деревня                      | ↘54       |
| 3 | Никитовка        | деревня                      | ↘0        |
| 4 | Новоуральское    | село, административный центр | ↘805      |
| 5 | Пашенная Роща    | деревня                      | ↘326      |